# 1893 a tudományban
Az 1893. év a tudományban és a technikában.

## Születések
- február 2. – Lánczos Kornél magyar matematikus, fizikus († 1974)
- február 3. – Gaston Julia francia matematikus, a dinamikus rendszerek elméletének előfutára, a róla elnevezett Julia-halmaz névadója († 1978)
- szeptember 3. – Schulek Elemér magyar vegyész, gyógyszerész, egyetemi tanár, az MTA tagja († 1972)
- szeptember 16. – Szent-Györgyi Albert Nobel-díjas és Kossuth-díjas magyar orvos, biokémikus; az 1930-as évek elején izolálta a C-vitamint és 1936-ban a P-vitamint († 1986)
- november 13. – Edward Adelbert Doisy Nobel-díjas (megosztva) amerikai biokémikus († 1986)

## Halálozások
- január 7. – Josef Stefan osztrák–szlovén matematikus és fizikus (* 1835)
- március 16. – Puskás Tivadar magyar mérnök, a telefonhírmondó feltalálója (* 1844)
- augusztus 16. – Jean-Martin Charcot francia neurológus és az anatómiai patológia professzora, a modern neurológia megalapítója (* 1825)
- december 4. – John Tyndall ír fizikus  (* 1820)